# Bukit Besar
Bukit Besar is een bestuurslaag in het regentschap Pangkal Pinang van de provincie Bangka-Belitung, Indonesië. Bukit Besar telt 5661 inwoners (volkstelling 2010).